# داني هاريسون (مغني)
داني هاريسون (بالإنجليزية: Dhani Harrison)‏ (و. 1978  م) هو مغني، وعازف قيثارة، وملحن، وعازف بيانو، وعارض بريطاني، ولد في وندزر، بيركشاير، يستخدم آلات قيثارة، وبيانو، وسنثسيزر، بدأ مشواره المهني سنة 1997.

## التعليم
تعلم في جامعة براون.

## وصلات خارجية
- داني هاريسون على موقع IMDb (الإنجليزية)
- داني هاريسون على موقع ميوزك برينز (الإنجليزية)
- داني هاريسون على موقع رولينغ ستون (الإنجليزية)
- داني هاريسون على موقع أول ميوزيك (الإنجليزية)
- داني هاريسون على موقع ديسكوغز (الإنجليزية)
- داني هاريسون على موقع ديسكوغز (الإنجليزية)
- داني هاريسون على موقع قاعدة بيانات الفيلم (الإنجليزية)